# House of Secrets
House of Secrets (dt. Haus der Geheimnisse) ist der Name eines Comicmagazins, das zwischen 1956 und 1998 beim US-amerikanischen Verlag DC-Comics erschien.

## Inhalt
Alle Geschichten des Magazins sind den Bereichen Grusel- und Schauergeschichten, Horror und Mystery zuzurechnen. Dabei enthält jede Ausgabe mehrere, voneinander losgelöste Geschichten, die von verschiedenen Protagonisten, die in verschiedenen Szenarien verschiedene Abenteuer durchleben, handeln, und zumeist auch von verschiedenen Kreativ-Teams gestaltet wurden. Die Popularität der House of Secrets-Serie bescherte ihr schließlich einen Ableger mit demselben Konzept namens House of Mystery. Beide Magazine sind in allen ihren Inkarnationen eng miteinander verwoben.

## Veröffentlichung

### Erste Reihe (1956 bis 1966 und 1969 bis 1978)
Die erste House of Secrets-Reihe, die es auf achtzig Ausgaben brachte, wurde im Dezember 1956 gestartet und erschien zunächst bis zum Oktober 1966. Zu den beliebtesten und dauerhaftesten Features der Serie zählten dabei unter anderem die Reihe um den Zauberer Mark Merlin, die makabren Eskapaden des schizophrenen Astronomen Eclipso (Hero and Villain in One Man!, ab Ausgabe #61, August 1963) und die wechselhaften Erlebnisse von Prince Ra-Man the Mind Master (ab Ausgabe #73, Oktober 1965). Weitere Features waren Peter Puptent, Explorer, Dolly and the Professor, Doctor Rocket und Moolah the Mystic.
Nach der vorläufigen Einstellung von House of Secrets aufgrund schwindender Verkaufszahlen wurde die Serie vom Verlag zunächst in eine „redaktionelle Überarbeitungspause“ versetzt. Diese dauerte drei Jahre an, bis die Serie im September 1969 unter Fortführung der alten Nummerierung mit Ausgabe #81 wieder aufgenommen wurde. Diesmal lief die Reihe neun Jahre, bis sie mit der Ausgabe #154 vom November 1978 erneut abgesetzt wurde.
Zu den Neuerungen, die die Serie nach ihrer Wiederaufnahme erfuhr, gehörte insbesondere der „Gastgeber“ der Serie, ein Mann namens Abel, der sich unter Durchbrechung der Vierten Wand direkt an die Leser wandte und in jeder Ausgabe aufs Neue die einzelnen, voneinander unabhängigen Storys durch eine metadiegetische Rahmenhandlung zusammenhielt. Das House of Mystery, bislang nur ein Titel, der um seines Schaudergefühle evozierenden Wohlklanges gewählt worden war, wurde nun innerhalb der Fiktion der Reihe zu einem gegenständlichen Konzept ausgebaut, indem man ein innerhalb der Imagination der Reihe materiell vorhandenes Haus, das Abel als House of Secrets bezeichnete, zu Abels Zuhause und zum Schauplatz der Rahmenhandlung machte.
Die Figur des Abel erwies sich dabei als dermaßen populär, dass er auch als Erzähler der Serie Plop! (eine Satirereihe) benutzt wurde. Die Schwesterreihe von House of Secrets, House of Mystery, bekam passenderweise Abels Bruder Cain (Kain) als Erzähler zugewiesen. Zu den populärsten Künstlern, die in diesen Jahren am Magazin arbeiteten, zählten die Zeichner Neal Adams, Bernie Wrightson und Mike Kaluta, sowie der Autor Len Wein. Die zweifelsohne bekannteste und beliebteste Figur, die in jenen Jahren innerhalb der Reihe erzählt wurde, war Swamp Thing, das die gruselige Mär von den Erlebnissen des gleichnamigen Ding aus den Sümpfen beginnend mit Ausgabe #92 (Juli 1971) von Monat zu Monat fortsponn.

### Zweite Reihe (1996 bis 1998)
Im Oktober 1996 startete bei DCs verlagseigenen Imprint Vertigo, das sich auf Comics für erwachsene Leser spezialisiert hat, die dementsprechend eine etwas härtere Gangart einschlagen, eine neue Reihe unter dem Titel House of Secrets. Diese lief bis 1998 und brachte es auf 25 Ausgaben. Das innerhalb der Reihe existierende „materielle“ Haus ist hier ein mobiles Haus, das sich von Ort zu Ort bewegen kann und von Geisterwesen, die als „Juris“ bezeichnet werden, heimgesucht wird. Zusätzlich erschienen zwei Specials unter dem Titel House of Secrets: Facade.

## Nachdrucke
Im Jahr 2000 wurden sämtliche Swamp Thing-Geschichten aus House of Secrets unter dem Label Millennium Edition neu aufgelegt.